# Król pije
Król pije, znany również jako Fasolowy król (niderl. De Koning drinkt) – obraz olejny flamandzkiego malarza Jacoba Jordaensa.
Jordaens wzorował się na stylu Rubensa i Antoona van Dycka. Tematy, które poruszał bliższe były rzeczywistości jaka go otaczała; wiele jego płócien były scenami rodzajowymi.

## Geneza
W obrazie Król pije Jordaens przedstawił rozbawiony tłum biesiadników celebrujących święto Trzech Króli. W krajach Europy Zachodniej, głównie w Niderlandach, panował zwyczaj, że jeśli podczas obiadu świątecznego w Trzech Króli któryś z biesiadników znajdował w swoim kawałku tortu fasolę, był ogłaszany królem – wybierał sobie królową i świtę. Wszyscy musieli naśladować ruchy króla, a gdy ten wznosił kolejny kielich wina do ust, wszyscy gromko krzyczeli Król pije!. W Holandii zwyczaj ten zwany był dwunastą nocą lub Driekoningenroud. Wszędzie panowała swobodna atmosfera, fasolowy król nie zwracał uwagi na złe zachowanie, głośne śpiewy, rubaszne żarty i zaloty. Nikt nie oburzał się na nikogo.

## Opis obrazu
Na obrazie, znajdującym się obecnie w galerii Ermitażu, na środkowym planie widać grubego monarchę ze szklanym kielichem wznoszącego toast. Towarzyszy mu królowa, na kolanach której siedzi dziecko. Za nimi stoi mężczyzna grający na dudach, a po przeciwnej stronie błazen z ręką sięgającą za dekolt siedzącej damy. Obraz wypełniony jest innymi postaciami z pucharami w dłoni i bawiącymi się dziećmi. U góry znajduje się papuga w klatce, a na dole pies.
Na uwagę zasługuje przedstawienie martwej natury, m.in. szklanego kielicha wznoszonego do toastu oraz przedmiotów leżących na stole, składających się na skromny posiłek złożony z szynki i chleba. Przedstawiona scena, pełna dynamizmu, być może nawiązuje do flamandzkiego przysłowia: Tak młody szczebiocze, jak stary śpiewa. Większość mężczyzn jest w podeszłym wieku.
Motyw przedstawiający ucztujących podczas święta Trzech Króli wielokrotnie przejawiał się w twórczości Jacoba Jordaensa. Na płótnie znajdującym się obecnie w Brukseli w Musées Royaux des Beaux-Arts postać króla siedzącego pośrodku kompanów przypomina teścia Jordensa, malarza Adama van Noorta. Nad jego głową wisi tabliczka z napisem: In een vry gelach/ Ist goet gast syn, co w wolnym tłumaczeniu oznacza: Dobrze zatrzymać się w darmowej gospodzie. Napis mógł być aluzją skierowaną do teścia.